# 萨布莱站
萨布莱站，全名为萨尔特河畔萨布莱站，是法国的一个铁路车站，位于法国城市萨尔特河畔萨布莱。

## 位置
萨布莱站位于萨尔特河畔萨布莱市区的西部，萨尔特河右岸。车站大致呈东北-西南走向，正门开口朝东南，西北侧（后门）则为公交车和长途车站，另设有大型露天停车站。车站东侧有一处地下人行通道可与车站西北侧连接。

## 停靠线路
以下列车线路在萨布莱站停靠：
| 萨布莱站列车线路表 |              |               |                          |               |
| 线路               | 车种         | 上一站        | 下一站                   | 大致运行频率  |
| 巴黎—南特/莱萨布勒 | TGV          | 勒芒          | 昂热                     | 每天1~2趟     |
| 勒芒—南特          | 法国大区列车 | 勒芒          | 昂热                     | 每天3~8趟左右 |
| 勒芒—萨布莱/昂热   | 法国大区列车 | 拉叙兹/努瓦延 | （终点）/莫拉讷/蒂耶尔塞 | 每天4趟左右   |
| 萨布莱—昂热        | 法国大区列车 | （起点）      | 莫拉讷                   | 每周1~2趟     |
| 1.                 |              |               |                          |               |

## 配套交通

### 城际客运
萨布莱站对应的大巴车上下车地点位于车站西北侧的广场上。
萨尔特省政府下属的客运公司提供前往勒芒、拉弗莱什以及萨布莱周边主要市镇的大巴车线路。
此外，当某条铁路线施工或罢工时，SNCF也会提供途径该线路沿途站点的大巴车。

### 市内交通
萨布莱站对应的公交车站名称为"Halte Routière"，位于萨布莱站的西北侧，乘客需通过地下通道前往。停靠该站的公交线路包括公交1路和2路。

## 临近车站
| 萨布莱站（Gare de Sablé）                                                                        |                                               |           |
| 上行车站                                                                                         | 线路                                          | 下行车站  |
| 努瓦延站←（正线）↖ （拉瓦勒、雷恩方向）←（高铁大西洋线二期）↙                                    | 勒芒－昂热铁路                                | →莫拉讷站 |
| （起点）                                                                                         | 萨布莱—布列塔尼地区蒙图瓦尔铁路（已基本废弃） | ……        |
| - 注：橙色字体为建筑中的线路；……为已基本废弃的路线及车站，完全废弃的路线及车站不在本表格中显示。 |                                               |           |